# .500 Linebaugh
.500 Linebaugh je močan revolverski naboj, ki ga je izdelal ameriški orožar John Linebaugh in je namenjen lovu na visoko divjad s kratkocevnim orožjem. Velja za enega najmočnejših pištolskih nabojev na podlagi energije in moči potisne sile.

## Zgodovina
Naboj je nastal s skrajšanjem tulca naboja .348 Winchester, ki ga je Linebaugh skrajšal na 1,4 inča in vanj vstavil kroglo kalibra .510. Za prvi naboj je Linebaugh uporabil 440 grainsko svinčeno kroglo, ki je imela hitrost na ustju pet in pol inčne cevi med 365 in 381 m/s. Za izstreljevanje teh močnih nabojev je Linebaugh dodobra predelal Rugerjev revolver.